# Érythrose-4-phosphate
L'érythrose-4-phosphate est un intermédiaire de la voie des pentoses phosphates et du cycle de Calvin. C'est le dérivé phosphaté du tétrose érythrose.
Il est aussi un précurseur dans la biosynthèse des acides aminés aromatiques : tyrosine, phénylalanine et tryptophane.